# Budapesti kötöttpályás vonalak összekötő vágányainak listája
Az alább lista a különböző Budapesti kötöttpályás vonalak összekötő vágányait sorolja fel. A lap nem tartalmazza a villamosok és vasútvonalak számtalan belső összekötővágányát.

## Ikonok jelentése
– használatban

 – használaton kívül, létezik

 – használaton kívül, elbontva

## Vasút – villamos
Valaha Budapesten számos összekötő vágány volt a vasutak és a villamosok vonalai között, elsősorban a villamosok iparvágányainak kiszolgálása céljából. Az ezredfordulót követően sokat elbontottak, napjainkra már csak néhány létezik.
| Státusz | Név | Google utcakép | Google műhold | Megjegyzés | Kép |
| ------- | --- | -------------- | ------------- | --- | --- |
|         | 12-es villamos / 14-es villamos – Budapest–Esztergom-vasútvonal összekötő vágány Angyalföld kocsiszínnél Angyalföld vasútállomás felé                                    |                |               | Létezik, használaton kívül.                                                                                          |     |
|         | 17-es villamos / 41-es villamos / 47-es villamos / 48-as villamos – Budapest–Murakeresztúr-vasútvonal összekötő vágány Budafok kocsiszínnél Albertfalva megállóhely felé |                |               | Létezik, használaton kívül.                                                                                          |     |
|         | 1-es villamos – Budapest–Kelebia-vasútvonal összekötő vágány Ferencváros kocsiszínnél Ferencváros vasútállomás felé                                                      |                |               | Létezik, használaton kívül. A Combino villamosok Magyarországra kerülésénél használták.                              |     |
|         | 17-es villamos / 59-es villamos / 17-es villamos – vasút összekötő vágány a Déli pályaudvarnál                                                                           |                |               | Létezik, használaton kívül. Az 1990-es években a Ganz Villamossági Művek iparvágányainak kiszolgálásánál használták. |     |
|         | 28-as villamos / 37-es villamos – Budapest–Sátoraljaújhely-vasútvonal összekötő vágány az Éles saroknál Kőbánya felső vasútállomás felé                                  |                |               | Létezik, használaton kívül.                                                                                          |     |
|         | 28-as villamos / 37-es villamos – Téglagyári vontatóvágány összekötő vágány az Akna utcánál Rákos vasútállomás felé                                                      |                |               | Elbontották. |     |

A fentieken túl a léteztek még egyéb vasút–villamos összekötővágányok, de ezek legtöbbjét már a rendszerváltás (1990) előtt elbontották.

## Vasút – metró
A budapesti metróvonalak legtöbbje a vasúttal van összekötve:
| Státusz | Név | Google utcakép | Google műhold | Megjegyzés                  | Kép |
| ------- | --- | -------------- | ------------- | --------------------------- | --- |
|         | M2-es metróvonal – Budapest–Záhony-vasútvonal összekötő vágány a Fehér úti Főműhely és metró kocsiszínnél Kőbánya-Teher vasútállomás felé |                |               | Létezik, használaton kívül. |     |
|         | M3-as metróvonal – Budapest–Záhony-vasútvonal összekötő vágány a Kőér utcai járműtelepnél Kőbánya-Kispest vasútállomás felé               |                |               | Létezik, használaton kívül. |     |
|         | M4-es metróvonal – Budapest–Murakeresztúr-vasútvonal összekötő vágány a Gyergyótölgyes utcai járműtelepnél Kelenföld vasútállomás felé    |                |               | Létezik, használaton kívül. |     |

Sokak előtt nem ismert, hogy a Deák Ferenc tér metróállomásnál a föld alatt van egy összekötővágány az M2-es metróvonal és az M3-as metróvonal között is.

## Villamos – metró
- Az M1-es metróvonal (közkeletű nevén Kisföldalatti) a többi metróvonallal ellentétben nem a vasúttal, hanem a Mexikói úti villamosvonalakkal (3, 69) van összekötve.
- Az M2-es metróvonal ugyan vasúti kapcsolattal is rendelkezik, de van egy összekötő vágánya az Örs vezér terénél a Fehér úti villamosvonalak felé.

| Státusz | Név | Google utcakép | Google műhold | Megjegyzés                  | Kép |
| ------- | --- | -------------- | ------------- | --------------------------- | --- |
|         | M1-es metróvonal – 3-as villamos / 69-es villamos villamos összekötő vágány a Mexikói úti járműtelepnél                |                |               | Létezik, használaton kívül. |     |
|         | M2-es metróvonal – 3-as villamos / 62-es villamos villamos összekötő vágány a Fehér úti Főműhely és metró kocsiszínnél |                |               | Létezik, használaton kívül. |     |

## Villamos – fogaskerekű
- A Budapesti fogaskerekű vasút egy összekötő vágánnyal rendelkezik a Városmajor kocsiszínből a Szilágyi Erzsébet fasoron közlekedő villamosvonalak felé.

| Státusz | Név | Google utcakép | Google műhold | Megjegyzés                  | Kép |
| ------- | --- | -------------- | ------------- | --------------------------- | --- |
|         | Budapesti fogaskerekű vasút – 56-os villamos / 59-es villamos / 61-es villamos villamos összekötő vágány Városmajor kocsiszínnél |                |               | Létezik, használaton kívül. |     |

## Egyéb
Az 1435 mm-es Budavári sikló és a keskeny nyomközű (760 mm) Széchenyi-hegyi Gyermekvasút vonala nincs összekötve a többi kötöttpályás vonallal.